# Катя (фильм, 1938)
«Катя» (фр. Katia) —  французский фильм режиссёра Мориса Турнёра, снятый в 1938 году. Экранизация романа Марты Бибеску.

## Сюжет
1859 год. Юная Катя знакомится с русским императором Александром II в семейном замке Долгоруковых. Она снова встретила его  спустя несколько лет  в Императорском институте Смольного, где обучалась. Он предлагает ей прокатиться на санях и влюбляется в неё во время  поездки.  Через несколько лет  она стала любовницей царя, но очень скоро Кате пришлось идти в изгнание во Францию, опасаясь скандала. По приглашению Наполеона III  Александр II отправился в Париж и нашёл Катю, которую он никогда не переставал любить.

## В ролях
- Даниэль Дарьё — Катя
- Джон Лодер — Александр II
- Эме Кларион —  Шувалов
- Мари-Элен Дасте  —  императрица  Мария Александровна
- Марсель Симон —  князь Долгоруков
- Жорж Флато —   Наполеон  III
- Женя Ваури —    императрица  Евгения
- Марсель Карпентье —  генерал Потапов
- Андре Варенн —  генерал Иванов
- Жак Эрвин —  Трубецкой
- Шарлотта Лизес —  директор пансионата

## Производство
В 1937 году французский кинорежиссёр и сценарист Раймон Бернар предложил своему коллеге Анри Декуану адаптировать для экрана исторический роман писательницы Марты Бибеску о любви русского  императора и юной княгини.  Уже на тот момент на главную роль рассматривать актриса Даниэль Дарьё. Но она снималась в США и её возвращение на родину затягивалось. Наконец уставший от ожидания Бернар  решает бросить проект, дабы посвятить себя съёмкам приключенческой ленты  «Я была авантюристкой» (с Эдвиж Фёйер). Съёмками же «Кати» в 1938 году занялся Морис Турнёр.

## Ремейк
В 1959 году режиссёром Робертом Сиодмаком была снята повторная экранизация романа Бибеску. Главную роль Екатерины Долгоруковой исполнила Роми Шнайдер.